# Синоптични евангелия
Синоптичните евангелия са първите три от Новия завет: евангелие от Матей, евангелие от Марк и евангелие от Лука.
Първите три евангелия се наричат синоптични (на гръцки: synopsis – съвместен преглед), защото в тях се говори за едни и същи събития, свързани с Иисус, и се привеждат едни и същи негови изречения, често съвпадащи дословно. Известните истории за раждането на Иисус, за повечето от извършените от него чудеса и всичките му притчи се намират в синоптичните евангелия, но не и в евангелието от Йоан, което повече разяснява вярата. Синоптичните евангелия са съставени повече като разказ за живота на Христос.